# ISDB-T 인터내셔널
ISDB-T 인터내셔널(ISDB-T International)은 브라질에서 브라질 디지털 텔레비전 시스템(Sistema Brasileiro de Televisão Digital; SBTVD; 영어: Brazilian Digital Television System)으로도 알려져 있으며, 브라질, 아르헨티나, 페루, 보츠와나, 칠레, 온두라스, 베네수엘라, 에콰도르, 코스타리카, 파라과이, 필리핀, 볼리비아, 니카라과, 엘살바도르 및 우루과이에서 사용되는 디지털 텔레비전 방송의 기술 표준으로, 일본의 ISDB-T 표준을 기반으로 한다. ISDB-T 인터내셔널은 2007년 12월 2일 브라질 상파울루에서 상업적으로 운영을 시작했다.
이것은 MPEG-2 대신 H.264 영상 코덱을 사용하고, BML을 긴가로 대체한다는 점을 제외하면 ISDB-T와 유사하다. 긴가는 네스티드 컨텍스트 언어 (NCL) 및 자바 기반 쌍방향 TV 애플리케이션을 지원하는 미들웨어이다.
ISDB-T 인터내셔널 표준은 브라질 통신부의 조율을 거쳐 브라질 통신청(ANATEL)이 주도하고 통신 연구 개발 센터(CPqD)의 지원을 받아 SBTVD로 개발되었다. 연구 그룹은 10개 이상의 브라질 정부 부처, 국립 정보 기술 연구소(ITI), 여러 브라질 대학, 방송 전문가 단체, 방송/수신 장치 제조업체로 구성되었다. 이 그룹의 목표는 브라질에서 디지털 지상파 텔레비전 표준을 개발하고 구현하여 기술적, 경제적 문제를 해결하는 것뿐만 아니라, 주로 정보 격차를 완화하여 현재의 정보화 사회에서 소외된 사람들을 포괄하는 것이었다. 또 다른 목표는 전자정부에 대한 접근을 가능하게 하는 것이었는데, 브라질 가구의 95.1%가 적어도 한 대의 TV를 가지고 있기 때문에 정부를 대중에게 더 가깝게 만드는 것이었다.
2009년 1월, 디지털 TV에 관한 브라질-일본 연구 그룹은 일본의 ISDB-T와 브라질의 SBTVD를 통합한 사양 문서를 완성하고 발표하여 "ISDB-T 인터내셔널"이라는 사양을 탄생시켰다. ISDB-T 인터내셔널은 일본과 브라질이 남미 및 전 세계 다른 국가에서 사용하도록 제안하는 시스템이다.

## 역사
SBTVD 개발 역사는 크게 두 가지 주요 기간으로 나눌 수 있다: a) 초기 연구 및 테스트; b) 디지털 TV 실무 그룹 구현 및 SBTVD 표준 최종 정의.

### 초기 연구
1994년부터 브라질 텔레비전 공학회(SET)와 브라질 라디오 및 텔레비전 방송 협회(ABERT)의 기술자들로 구성된 그룹이 기존 디지털 TV 표준(미국 ATSC, 유럽 DVB-T, 일본 ISDB-T)과 그 기술적 측면을 분석해 왔지만, 이러한 논의는 1998년에야 본격적인 연구로 발전했다.
1998년부터 2000년까지 ABERT와 SET 그룹은 마켄지 프레즈비테리아나 대학교의 지원을 받아 각 표준의 기술적 특성뿐만 아니라 실내외 신호 품질까지 고려한 여러 테스트를 기반으로 매우 포괄적인 연구를 수행했다. 이는 독립적인 기관(즉, ATSC 위원회, DVB 그룹 또는 ARIB/DiBEG 그룹의 영향을 받지 않고)이 전 세계 세 가지 주요 DTV 표준을 비교한 최초의 완전한 연구였으며, DTV 기술 세계 공동체로부터 매우 엄격하고 견고한 연구로 평가받았다.
"브라질 디지털 텔레비전 테스트" 결과는 ATSC가 실내 수신에 대해 불충분한 품질을 보인다는 점을 보여주었다(브라질 TV 수상기의 47%가 내부 안테나만 사용하기 때문에 이는 매우 중요한 매개변수이다). DVB-T와 ISDB-T 중에서는 후자가 실내 수신에서 우수한 성능을 보였고, 비모바일, 모바일 또는 휴대용 수신기를 통해 인상적인 품질로 디지털 서비스 및 TV 프로그램에 접근하는 데 유연성을 제공했다.
동시에 1998년 브라질 통신부는 국립 통신청에 브라질의 DTV 표준을 선정하고 구현하기 위한 연구를 수행하도록 지시했다. ABERT/SET/Mackenzie 연구의 완전성과 품질 덕분에 ANATEL은 이를 공식적인 결과로 간주하고 ISDB-T를 브라질에 구현하기에 더 나은 표준으로 지지했다.
하지만 표준 최종 결정은 그 당시(2000년 8월) 세 가지 주요 이유로 발표되지 않았다:
- 일부 사회 집단은 그 결정에 더 많이 참여하기를 원했다;
- ATSC 위원회와 DVB 그룹은 ABERT/SET/Mackenzie 보고서와 ANATEL 결정을 검토하기를 원했다;
- 정치적 논의는 브라질에 구현될 표준에 대한 새로운 요구사항, 예를 들어 디지털 포괄 및 전자정부 확산을 가져왔다.

이러한 점들을 고려하여 브라질 정부는 첫 번째 연구를 검토하고 이러한 새로운 점들을 다루기 위해 더 체계적인 논의 그룹을 만들었다.

### 디지털 TV 실무 그룹 구현 및 SBTVD 표준 최종 정의
SBTVD 프로그램은 2003년 11월 26일 대통령령 제4901호에 따라 브라질 국가 지상파 디지털 TV 참조 모델 구축에 초점을 맞춰 시행되었다.
브라질 통신부는 브라질 국립 통신청(ANATEL)에 이 작업을 주도하도록 지시했으며, CPqD의 기술 지원과 10개 다른 브라질 정부 부처, 국립 정보 기술 연구소(ITI), 관련 25개 단체(방송 전문가, 방송사, TV 프로그램 제작자 등), 75개 대학/R&D 기관 및 전기전자 제조업체의 기여를 받았다. 1,200명 이상의 연구원/전문가가 동원되었다.
DTV 실무 그룹은 3가지 개발 영역으로 구성되었다.
- 개발 위원회(CD –  Comitê de Desenvolvimento): 정치 및 규제 기반을 정의, 개발 및 구현한다;
- 자문 위원회(CC –  Comitê Consultivo): 디지털 TV의 기술적 측면을 정의하고 개발하며, 브라질에서 사용될 최상의 기술을 선택한다(궁극적으로 브라질에서 완전히 만들어진 기술 포함).
- 관리 그룹(GG –  Grupo Gestor): 전문 연구 그룹을 관리한다.

DTV 실무 그룹의 목표는 디지털 TV 시스템의 기술적 및 경제적 측면을 정의하는 것뿐만 아니라 다음 사항도 다루는 것이었다.
- 현재의 "정보화 사회"에서 소외된 사람들을 위한 "디지털 포괄";
- 94% 이상의 브라질 가정이 적어도 한 대의 TV를 소유하고 있기 때문에 "전자정부"를 구현하여 정부를 대중에게 더 가깝게 만드는 것;
- 전문 콘텐츠 및 상호작용 프로그램을 통해 디지털 TV를 통한 교육 지원 제공;
- 문화 보급 제공;
- 사회 통합 제공.

또한, 기술적 요구사항도 중요하며 고려되었다.
- 3D
- 고선명;
- 쌍방향 TV;
- 고품질의 모바일 및 휴대용 TV;
- 실내외 신호 견고성;
- 대역 내 우수한 데이터 페이로드.

자문 위원회를 위해서만 20개의 공개 RFP(제안 요청서)가 발표되었는데, 이는 변조, 신호 처리/압축, 비디오 시스템, 오디오 시스템, 데이터 전송, 미들웨어 등 디지털 TV를 구성하는 모든 영역을 다루려는 시도였다. RFP는 여러 연구소들이 함께 협력하여 분산 방식으로 연구를 수행할 수 있는 연구 네트워크의 구축을 강력히 강조했다.
일부 그룹은 완전히 새로운 디지털 표준을 제시하기 위해 노력했고, 일부 그룹은 가장 잘 알려진 디지털 TV 표준(미국 ATSC, 유럽 DVB-T, 일본 ISDB-T)을 분석하고 선택하기 위해 노력했으며, 다른 그룹은 이미 알려진 이러한 표준에 새로운 기능/모듈을 구현하기 위해 노력했다.
3년간의 연구 및 개발 끝에 SBTVD 포럼은 일본 ISDB-T 시스템을 SBTVD 시스템의 기반으로 선정했으며, 여기에 몇 가지 새로운 기술을 추가했다.
- 비디오용 MPEG-4 AVC 압축 시스템(H.264) - 동일한 대역에서 더 많은 데이터 페이로드를 허용한다. 일본은 MPEG-2 비디오를 사용한다;
- "긴가"라는 미들웨어는 선언적 및 절차적 모듈을 갖추어 복잡한 상호작용 애플리케이션을 허용하는 데 더욱 견고하다. 일본은 선언적 미들웨어인 BML을 사용한다;

SBTVD 시스템은 또한 몇 가지 적응을 제시한다(다음은 주요한 것들이다):
- 송신기의 방출 마스크는 다른 방송국으로부터의 간섭에 대한 더 불리한 시나리오를 준수하기 위해 특별히 조정되었다. 이는 스펙트럼이 혼잡한 많은 국가에서의 구현 목적상 중요하다.
- 다중화 및 데이터 구조, 신호는 서구 표준에 맞게 조정되었으며, 라틴어 파생 언어의 문자 집합이 포함되었다.
- 휴대용 수신기에도 30프레임/초의 프레임률 –  휴대용 TV의 품질 향상.
- 일본 표준에 있는 B-CAS DRM 복사 방지 대신 개방형 수신 구현.

참고: SBTVD 시스템에는 약 16개의 기술 문서가 있으며, ABNT (Associação Brasileira de Normas Técnicas; 브라질 기술 표준 협회)와 SBTVD 포럼에서 3,000페이지 이상을 발행하여 전체 SBTVD 시스템을 상세히 설명하고 있다.
SBTVD의 기반 시스템으로 일본 ISDB-T 시스템을 선택한 것은 실내외 비디오/오디오 품질, 신호 견고성, 우수한 간섭 처리, 복잡한 대화형 TV 프로그램 지원, 고품질 모바일 TV를 기반으로 했다. 이 외에도 MPEG-4 비디오 압축 및 Ginga 미들웨어와 같은 새로운 기능을 갖춘 ISDB-T는 브라질 정부가 의도한 사회적 요구사항(디지털 포괄, 교육 및 문화 지원, 전자정부 등)을 위한 훌륭한 지원이 되었다.
경제적 측면도 분석되었는데, 일본 정부의 ISDB-T 사용에 대한 로열티 면제, 일본에서 브라질로의 기술 이전, 지속적인 개발을 위한 일본-브라질 실무 그룹 설립, 일본 개발 은행의 초기 구현을 위한 재정 지원 등이 포함된다.
최종 결정은 2006년 6월 29일 대통령령 제5820호에 의해 발표되었으며, 브라질이 ISDB-T 지상파 디지털 전송 시스템을 ISDB-Tb(SBTVD 시스템의 상업명)의 기반으로 채택했음을 공식적으로 명시했다. 대통령령은 또한 브라질의 디지털 TV 구현 계획 및 규칙을 정의하며, 7년 이내에 모든 브라질 영토가 디지털 TV 신호로 커버되어야 하고 10년 이내(즉, 2016년)에는 모든 TV 방송이 디지털화되어야 하며, 방송사가 아날로그 TV에 사용하던 대역은 브라질 정부에 반환되어야 한다고 명시했다. 이 대통령령이 ISDB-Tb가 "멀티프로그램" 기능을 제공해야 한다고 명시하고 있다는 점은 중요하다. 그러나 브라질에서 구현하는 동안 통신부는 이 요구사항을 변경하여 적어도 2009년 5월까지 이 기능을 차단했다.
ISDB-T에 대한 결정은 일부 사회 부문에서 "정치적" 결정이라고 이의를 제기했는데, 이는 브라질 정부가 방송 협회, 특히 TV 글로부의 영향을 받았다는 것이다. 이는 ISDB-T가 TV 사업을 통신 회사 사업으로부터 분리하여, TV에서 인터넷 및 휴대 전화 서비스로 전환하는 세계에서 이미 감소하고 있는 방송사의 수익을 보호할 것이기 때문이다.
SBTVD(ISDB-Tb)와 원래의 ISDB-T는 호환되지 않는 시스템이다. 즉, 일본에서 구매한 TV 수상기 또는 셋톱박스는 브라질에서 작동하지 않으며 그 반대도 마찬가지이다. 그러나 일본-브라질 실무 그룹은 규모의 이점을 달성하기 위해 두 시스템을 하나의 시스템으로 통합하기 위해 노력하고 있다.
한편, 브라질은 SBTVD(ISDB-Tb) 시스템용 여러 종류의 TV 수상기와 셋톱박스를 상당한 양으로 생산하고 있으며, TV 수상기, 셋톱박스, 송신기 및 기타 부품에 대한 소비자 수요를 충족시키는 데 아무런 문제가 없다.
페루, 아르헨티나, 칠레, 베네수엘라, 에콰도르, 코스타리카, 파라과이, 우루과이, 필리핀, 니카라과는 최근 ISDB-T를 채택했으며, 장비 생산의 규모의 이점을 강화하여 가격을 계속 낮추고 남미뿐만 아니라 전 세계적으로 ISDB-T 인터내셔널 표준의 사용을 확고히 할 것이다.

## SBTVD 포럼
대통령령 제5820호가 발효된 지 몇 달 후인 2006년 11월, 표준에 대한 기술적 논의를 주도하고 조율하며, 모든 관련 문서(ABNT(브라질 기술 표준 협회)와 함께)를 작성하고, 추가 개발을 계획하기 위해 SBTVD 포럼이 설립되었다.

## 첫 공개 테스트
삼성은 2007년 6월 19일 SBTVD 송수신기 공개 시연을 한 최초의 회사였지만, 다른 회사들도 그 당시 수신기를 준비했다고 주장했다. 상파울루에 있는 삼성 쇼룸에서는 내장 튜너가 있는 풀 HD LCD TV와 프로토타입 셋톱박스에 연결된 LCD TV가 전시되었다. 튜너와 셋톱박스는 브라질 아마조나스 마나우스에 있는 삼성 연구 센터에서 개발되었다. 모바일 기기로의 원세그 방송도 시연되었다.
신호는 헤지 글로부의 테스트 릴이었으며, 1080i (표준은 1080p를 정의하지 않음)로 방송되었다. 여기에는 최근 몇 년간의 드라마, 토크쇼, 축구 경기, 리우데자네이루의 브라질 사육제 영상과 일부 풍경이 포함된 짧은 클립들이 있었다. 모든 콘텐츠는 기본적으로 HD였으며, 일부는 글로부가 프로그램을 제작하는 많은 스튜디오에 실험적으로 설치된 고선명 카메라로 촬영되었다. 2007년 팬아메리칸 게임도 글로부에 의해 고화질로 실험적으로 방송되었다. 이 행사의 방송은 삼성 쇼룸과 대중에게 기술을 보여주고 시연하기 위해 디지털 튜너를 받은 전자제품 대형 상점에서 모두 볼 수 있었다.

## 정규 방송 시작 및 구현 현황

DTT 방송 시스템. ISDB를 사용하는 국가는 녹색으로 표시되어 있다.

정규 SBTVD 방송은 2007년 12월 2일 상파울루에서 시작되었다. 2010년 6월 12일까지 이 시스템은 리우데자네이루, 벨루오리존치, 고이아니아, 포르투알레그리, 쿠리치바, 캄피나스, 쿠이아바, 사우바도르, 플로리아노폴리스, 비토리아, 우베를란지아, 상조제두히우프레투, 테레지나, 산투스, 브라질리아, 캄푸그란지, 포르탈레자, 헤시피, 주앙페소아, 소로카바, 모지다스크루지스, 히베이랑프레투, 마나우스, 벨렝, 조인빌리, 아라카주, 론드리나, 상루이스, 아라라쿠아라, 나타우 등 다른 브라질 도시에서도 시작되었다.
초기에는 방송사 입장에서 브라질의 DTV 구현은 다른 나라의 구현 과정과 비교했을 때 매우 성공적이었다. 16개월 후, 디지털 TV 신호는 브라질 인구의 거의 50%를 커버했다. 이 나라는 2018년 12월에 아날로그에서 디지털 TV로의 전환을 성공적으로 마쳤으며, 당시 대부분의 지역에서 아날로그 TV 방송이 중단되었다. 구형 TV 수상기(즉, 디지털 TV를 수신할 수 없는)를 가지고 있던 저소득층 시민들에게는 TV 시청을 계속할 수 있도록 셋톱박스가 지급되었다. 그러나 규제 기관이 2023년으로 전환을 연기하는 것을 허용한 인구 밀도가 낮은 일부 지역도 있다.
대화형 TV를 가능하게 할 긴가 미들웨어의 최종 사양으로 셋톱박스 및 DTV 세트 판매의 새로운 급증이 예상되었다.
긴가 1.0(긴가의 첫 번째 구현)은 선언형 프로그래밍 언어로 NCL(Nested Context Language)/루아를 사용하여 셋톱박스/DTV 제조업체에서 이미 사용 가능했다. 긴가 중 이 부분은 긴가-NCL이라고 불린다. 그러나 완전한 긴가 미들웨어 사양은 선언형 NCL 모듈과 절차형 자바 모듈을 제공하여 프로그래머, 제조업체 및 사용자가 두 환경(선언형 및 절차형)의 장점을 최대한 활용할 수 있도록 계획되었다.
긴가(Ginga)의 자바(Java) 부분인 Ginga-J는 2009년 4월 SBTVD 포럼에서 사양 승인을 받았다. 같은 포럼은 Sun Microsystems와 로열티를 15% 줄이기 위한 협상 후, Sun Microsystems가 개발한 API 세트인 Java-DTV가 SBTVD 시스템의 표준이라고 선언했다. 따라서 Sun이 Java-DTV에 대해 정한 로열티 비용은 GEM API 소유자(GEM 미들웨어는 유럽 DTV 표준인 DVB-T – 에서 사용됨)가 청구하는 것보다 훨씬 저렴하다. 이는 대화형 셋톱박스 및 TV 세트 개발에 도움이 되어 GEM을 미들웨어로 사용하거나 GEM API를 Ginga-J와 함께 사용하는 것보다 저렴하게 유지할 수 있게 된다.
2009년 3분기에는 완전한 긴가 미들웨어(Ginga-NCL 및 Ginga-J)를 갖춘 최초의 셋톱박스 및 TV 수상기가 시장에 출시되었다. 이 날짜는 텔레비전 회사에서 방송될 최초의 상호작용 프로그램 출시와 일치했다.
2007년 12월 2일 출시 당시 셋톱박스는 R$900(약 US$450)에서 R$1200(약 US$600) 사이의 가격으로 판매되어 판매를 저해했다. 그러나 8개월 후 가격은 R$300(약 US$150) 정도로 빠르게 떨어졌다. 연방 정부는 10억 헤알(약 US$5억 5천6백만) 상당의 보조금을 발표하여 이 가격은 새로운 감소 단계에 진입했다.
2009년 5월에는 42인치 LCD TV 풀 HD(1920x1080)가 내장 디지털 TV 튜너와 2배 프레임률(120Hz), 뛰어난 명암비(50,000:1)와 같은 특수 기능을 갖춘 채 상파울루 시에서 R$3,600.00(약 US$1,800.00)에 판매되었는데, 이는 그러한 고품질 제품에 대한 매우 인상적인 가격 인하이며, 다른 기본 장치들은 훨씬 더 저렴한 가격을 보였다. 그러나 2009년 9월까지 내장 디지털 튜너를 탑재한 가장 작은 TV는 32인치 LCD TV였다. 이는 브라질에서 디지털 TV 보급을 늦추었는데, 대부분의 무료 방송 TV 시청자들은 값비싼 LCD TV를 구입할 여유가 없었고, 21인치 및 29인치 CRT TV는 저소득층 인구에게 여전히 매우 인기가 많았으며 약 R$400~600(US$200~300)에 구입할 수 있었다. 2010년부터 브라질에서 판매되는 모든 TV는 ISDB-T 호환이 의무화되었다. 또한 2009년에서 2013년 사이에 브라질 경제가 개선되어 가족 소비를 장려했다. 이는 LCD 및 LED 백라이트 TV 가격의 급격한 하락과 맞물려 DTV의 광범위한 사용으로 빠르게 이어졌다. 2018년 12월 브라질은 대부분의 지역에서 아날로그 방송을 중단했으며, 일부 지역은 2023년으로 아날로그 방송 중단이 연기되었다. 2015년에서 2018년 사이에 구형 TV(따라서 ISDB-T를 수신할 수 없는)를 가지고 있던 저소득층 시민들에게 대규모 셋톱박스 보급 프로그램이 시행되었다. 2021년 현재 LED 백라이트 TV는 (대부분의 세계와 마찬가지로) 훨씬 더 저렴해졌으며, 40인치 LED 백라이트 TV는 약 US$300.00에 구입할 수 있다.
모바일 수신기(랩톱, 모바일 DTV 세트 및 내장 DTV 수신기가 있는 휴대폰용) 판매가 매우 빠르게 증가하고 있으며, 이동성은 HD 또는 풀 HD 해상도보다 소비자에게 더 매력적인 SBTVD/ISDB-T 기능으로 인식되는 것으로 보인다. SBTVD/ISDB-T 표준은 신호 반사, 전자기 또는 충격성 간섭이 있는 경우에도 고품질의 안정적인 이미지, 잡음 없음, 우수한 오디오 및 매우 견고한 수신을 통해 매우 인상적인 모바일 수신을 허용한다.
페루, 아르헨티나, 칠레, 베네수엘라는 아날로그 종료 날짜를 발표하기 전에 배포를 계획하고 있었다.

## 멀티프로그램 기능
ISDB-T 표준의 이 혁신적인 기능은 소비자가 동시에 세 가지 다른 프로그램을 시청하거나 스포츠 경기에서 다른 카메라의 관점에서 경기를 시청할 수 있도록 한다. 브라질 통신부는 상업 방송사가 이 기능을 사용하는 것을 금지했으며, 공영 DTV 채널만 이를 사용할 수 있다. 이러한 결정은 멀티프로그램이 TV 방송 대역의 무단 사용을 허용할 수 있기 때문에 내려졌다. 처음에는 통신부가 이러한 기능의 사용을 허용하기 위한 법적 지원이 마련되고 있다고 밝혔지만, 나중에는 새로운 연구가 수행될 때까지 이 기능이 차단될 것이라고 결정했다. TV 글로부와 ABRA(방송사 협회)는 멀티프로그램 기능이 현재 TV 사업 모델에 영향을 미치고 광고 수익을 감소시킬 것이기 때문에 이 기능을 계속 차단하도록 통신부를 압박하고 있다. 그러나 일단 사용자들이 멀티프로그램 기능의 이점을 알게 되면, 일부 단체들은 통신부가 모든 방송사에게 이 기능의 사용을 허용하도록 요청하고 있다. TV 글로부가 사용하는 것과는 다른 사업 모델을 사용하는 일부 방송사들은 멀티프로그램 차단이 합법적인지 여부를 결정하기 위해 연방 대법원에 소송을 제기하고 있다.
현재 브라질에서는 연방 정부 TV 채널만 멀티프로그램 기능을 사용할 수 있다. 상파울루 주의 공영 TV 방송국인 TV 쿨투라는 (교육 목적으로만) 특별 허가를 받아 2009년 8월부터 4개의 다른 비디오 프로그램을 방송하기 위해 이 기능을 사용하고 있다. HDTV 및 원세그(휴대용) 스트림 외에도, 추가 아카이브 프로그램(멀티쿨투라)과 가상 대학 채널(UNIVESP)이 방송되고 있다.
일본에서는 ISDB-T 출시와 함께 멀티프로그램이 성공적으로 운영되고 있다.

## 리턴 채널
브라질 방송사들은 "리턴 채널"을 위해 현재의 아날로그 TV VHF 대역을 사용할 것을 옹호한다. 리턴 채널은 디지털 TV가 대화형 TV 서비스의 일환으로 방송사에 데이터를 전송할 수 있도록 하는 채널이다. 700MHz 대역은 WiMAX 기술을 사용하여 리턴 채널을 가능하게 하며, 이는 일반적인 옵션(ADSL 인터넷, 케이블 인터넷, GSM EDGE, GSM 3G, WiFi 또는 다이얼)에 추가되는 또 다른 옵션이 될 것이다.
이 아이디어는 2009년 6월 WiMAX 포럼에서 브라질 정부에 제시될 예정이었으며, 리턴 채널을 위한 국제 표준을 만들기를 희망했다.

## 전 세계 ISDB-T 인터내셔널/SBTVD/ISDB-Tb 확장

남아메리카의 디지털 텔레비전

브라질과 일본 정부는 디지털 TV를 통한 디지털 포괄의 사회적 이점과 ISDB-T 시스템의 이미지, 사운드, 견고성뿐만 아니라 이동성 및 상호작용에 특별히 초점을 맞춰 모든 남미 국가에 SBTVD (ISDB-Tb) 표준의 이점을 보여주기 위해 협력하고 있다.

### ISDB-T 인터내셔널/SBTVD (ISDB-Tb)를 채택한 국가
- 페루는 2009년 4월 23일 – 에 가장 적합한 국가 표준을 평가하기 위한 다분야 위원회의 권고를 기반으로 결정되었으며, 서비스는 2010년 3월 30일에 시작되었다.[15] 표준 배치는 2010년 10월에 시작될 예정이다.[16] 정부는 아날로그 "블랙아웃"이 점진적으로 진행될 것이며, 2020년 리마 수도권 지역에서 시작하여 2030년 이후에 완료될 것이라고 발표했다.[17] 또한 보급형 수신기(표준 해상도 전용)는 약 US$20에 판매될 것이라고 발표했다.[18]
- 아르헨티나는 2009년 8월 28일에 결정되었고, 서비스는 2010년 4월 28일에 시작되었다.[15][19]
- 칠레는 2009년 9월 14일에 결정되었고, 실험 서비스는 2010년 6월에 시작되었다. 정규 서비스는 2017년 3월 10일에 시작될 예정이다.[20]
- 베네수엘라는 2009년 10월 6일.[21] 셋톱박스 제조, 테스트 및 구현 일정의 일곱 단계는 순조롭게 진행되고 있으며,[22] 정부는 2013년 2월 20일 13개 도시에서 시험 방송을 시작했다.[23]
- 에콰도르는 2010년 3월 26일,[24][25] 2013년 5월 8일 Tc Mi Canal에 의해 송출이 시작되었다.[26]
- 코스타리카는 2010년 5월 25일,[27] 2012년 3월 19일 이라수 화산에서 채널 13을 통해 시험 송출을 시작했고,[28][29] 2014년 5월 1일 공식 송출을 시작했다.[30]
- 파라과이는 2010년 6월 1일,[31] 2011년 8월 15일 아순시온 지역에서 실험 방송을 시작했다.[32]
- 필리핀은 2010년 6월 11일;[33][34][35]
- 볼리비아는 2010년 7월 5일,[36][37] 2011년 6월부터 라파스, 코차밤바, 산타크루스에서 시험 송출을 시작했다.[38] 볼리비아 대통령 에보 모랄레스는 2012년 5월 14일 공식 송출을 시작했다.[39]
- 니카라과는 2010년 8월 10일[40]
- 우루과이는 2010년 12월 27일에 결정되었고, 2011년 9월부터 7개월 동안 시험 송출을 시작했으며, 국영 채널은 2012년 8월에 시험 송출을 시작했다.[41][42][43][44][45][46]
- 몰디브는 2011년 10월 19일, 지진 조기 경보 시스템에 매료되어 8MHz 채널 대역폭을 가진 첫 번째 국가가 되었다.[47][48]
- 보츠와나는 2013년 2월 26일, 아프리카 국가 중 최초로[49][50][51] 보츠와나 텔레비전(BTV)은 2013년 7월 29일 공식적으로 디지털 TV 방송을 시작했다.[52][53]
- 과테말라는 2013년 5월 30일.[54][55]
- 온두라스는 2013년 9월 12일.[56]
- 스리랑카는 2014년 5월 20일[57]
- 엘살바도르는 2017년 1월 19일[58]
- 앙골라는 2013년에 유럽의 지상파 디지털 TV를 선택했다. 그러나 앙골라는 2019년 3월에 ISDB-T 인터내셔널 시스템으로 채택을 재검토했다.[59]

브라질과 일본은 과테말라, 쿠바, 벨리즈, 모잠비크, 탄자니아, 말라위, 태국 및 일부 SADC 국가들에게 SBTVD/ISDB-Tb 표준의 이점을 제시하고 있다.
또한, 브라질과 일본은 콜롬비아와 파나마(2011년 1월 현재 유럽 표준을 채택)와 온두라스 및 엘살바도르(2010년 12월 현재 미국 표준을 채택)에 SBTVD/ISDB-Tb 표준의 이점을 제시하려 노력하고 있다.

### SBTVD/ISDB-T/ISDB-T 인터내셔널을 사용하는 국가 및 지역
| SBTVD/ISDB-T/ISDB-T 인터내셔널을 사용하는 국가 및 지역 | SBTVD/ISDB-T/ISDB-T 인터내셔널을 사용하는 국가 및 지역 | SBTVD/ISDB-T/ISDB-T 인터내셔널을 사용하는 국가 및 지역 |
| 아메리카                                               | 아시아                                                 | 아프리카                                               |
| ------------------------------------------------------ | ------------------------------------------------------ | ------------------------------------------------------ |
| 브라질                                                 | 일본                                                   | 보츠와나                                               |
| 페루                                                   | 필리핀                                                 | 앙골라                                                 |
| 아르헨티나                                             | 몰디브                                                 |                                                        |
| 칠레                                                   | 스리랑카                                               |                                                        |
| 에콰도르                                               |                                                        |                                                        |
| 파라과이                                               |                                                        |                                                        |
| 코스타리카                                             |                                                        |                                                        |
| 볼리비아                                               |                                                        |                                                        |
| 니카라과                                               |                                                        |                                                        |
| 우루과이                                               |                                                        |                                                        |
| 벨리즈                                                 |                                                        |                                                        |
| 온두라스                                               |                                                        |                                                        |
| 과테말라                                               |                                                        |                                                        |
| 엘살바도르                                             |                                                        |                                                        |
| 베네수엘라                                             |                                                        |                                                        |
| 페루                                                   |                                                        |                                                        |

#### SBTVD/ISDB-T 솔루션에 대한 ITU-T 인증
유엔의 통신 및 정보 기술 문제를 규제하는 기관인 ITU는 2009년 4월 29일 모듈 Ginga-NCL과 언어 NCL/Lua를 디지털 TV 및 IPTV용 대화형 멀티미디어 환경에 대한 최초의 국제 권고안인 권고 H.761로 인증했다.
NCL/Lua와 Ginga-NCL은 브라질 대학인 폰티피키아 가톨릭 리우데자네이루 대학교(PUC-Rio) 정보학과의 텔레미디어 연구소에서 개발되었다.
이것은 중요한 ITU-T 표준으로, 시장이 호환되지 않는 하드웨어/소프트웨어 솔루션으로 가득 차서 최종 사용자에게 영향을 미치기 전에 IPTV 및 디지털 TV용 장치 및 셋톱박스의 상호작용 미들웨어 표준화를 다룬다.
또한 2009년 10월, ITU는 SBTVD를 ISBD-T의 하위 시스템으로 공식적으로 정의하고 다음과 같은 두 가지 새로운 권고안을 개발했다.
- a. DTV용 Ginga-NCL 미들웨어의 기술적 측면에 관한 UIT-R BT.1699;
- b. MPEG-4 압축 등 ISDB-T에 비해 브라질 표준이 제시하는 혁신에 관한 UIT-R BT.1306.

## 기술적 특징

ISDB-T, 채널, 세그먼트 및 다중 프로그램 방송 배열의 트리 뷰.

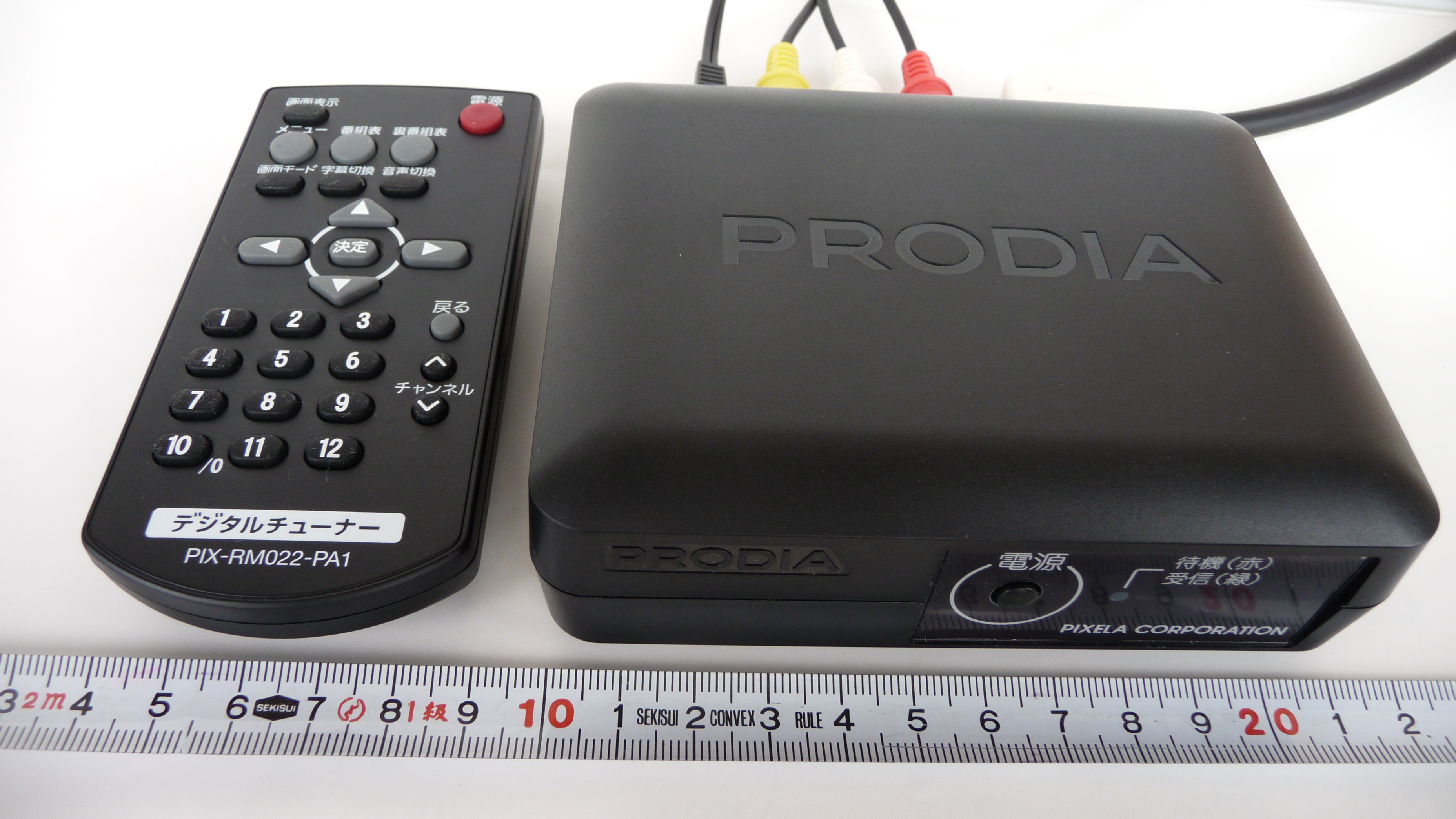
저렴한 ISDB-T 셋톱박스(튜너) 및 리모컨. RCA 단자를 통해 TV에 연결된다. (2009년 초기 모델)

a) 변조: BST-OFDM (Band Segmented Transmission-Orthogonal Frequency Division Multiplexing).
b) 주파수 대역: 국가 구현 전략에 따라 VHF 또는 UHF. UHF는 현재 "혼잡한" VHF 대역에서 아날로그 서비스가 여전히 실행 중인 동안 방송 스펙트럼의 현재 UHF "공간"에 디지털 서비스를 구현할 수 있기 때문에 매우 저렴한 대역이다. 디지털 TV 구현이 완료되고 아날로그 신호가 차단되면 VHF는 다른 서비스에 사용되거나 더 많은 방송사에 디지털 서비스를 확장하는 데 사용될 수 있다. 일본, 필리핀, 브라질은 UHF를 선택했다. 페루, 아르헨티나, 칠레, 베네수엘라는 구현 설계 단계에 있으므로 사용될 대역은 정의되지 않았다.
ISDB 시스템은 케이블 또는 위성 전송(ISDB-C 및 ISDB-S)에도 적절한 주파수 대역을 사용하여 작동할 수 있지만, 이러한 표준은 이 문서의 범위에 해당하지 않는다.
c) 전송 아키텍처: 세그먼트화
- 비모바일 수신기: 13 세그먼트 (풀 HD 해상도용).

```
 (원하는 해상도/전송 프로그램 수에 따라 다른 구성도 가능)
```

- 모바일 수신기 (예: 차량 내): 비모바일과 동일
- 휴대용 수신기 (예: 휴대폰): 1 세그먼트

d) 프레임 레이트:
- 비모바일/모바일 서비스: 일본, 페루, 아르헨티나 (또한 25프레임/초 및 50프레임/초), 브라질, 칠레, 베네수엘라, 에콰도르: 30프레임/초 및 60프레임/초
- 휴대용 서비스: 브라질, 페루, 아르헨티나, 칠레, 필리핀, 에콰도르: 최대 30프레임/초; 일본 및 베네수엘라: 최대 15프레임/초

e) 채널 대역폭:
일본, 브라질, 페루, 아르헨티나, 칠레, 베네수엘라, 에콰도르: 6MHz (어떤 국가에서든 필요로 할 경우 SBTVD/ISDB-T 시스템을 13개 세그먼트로 7MHz 또는 8MHz로 사용할 수 있다. 몰디브는 8MHz 채널 대역폭으로 ISDB-T를 채택한 최초의 국가이다.)
f) 오디오 압축 시스템:
- 비모바일/모바일 서비스:
  - 멀티채널 5.1: MPEG-4 AAC@L4 (Advanced Audio Coding, Level 4) 또는 MPEG-4 HE-AAC v1@L4 (High Efficiency AAC, Version 1, Level 4)
  - 스테레오: MPEG-4 AAC@L2 (AAC Level 2) 또는 MPEG-4 HE-AAC v1@L2 (HE-AAC, Version 1, Level 2)
- 휴대용 서비스: MPEG-4 HE-AAC v2@L2 (HE-AAC, Version 2, Level 2) (스테레오 오디오 또는 2 모노 채널만 해당)

모든 압축 시스템은 ISO/IEC 14496-3:2004 표준을 준수해야 한다.
허용되는 전송 메커니즘 LATM/LOAS.
참고: 일본은 비모바일/모바일 서비스에 MPEG-2 AAC를, 휴대용 서비스에 MPEG-4 HE-AAC를 사용한다.
허용되는 전송 메커니즘 ADTS
g) 비디오 압축 시스템:
- 비모바일/모바일: MPEG-4 AVC HP@L4 (Advanced Video Coding, High Profile, Level 4)
- 휴대용: MPEG-4 AVC BP@L1.3 (AVC, Base Profile, Level 1.3)

또한, 비디오 코딩은 ISO/IEC 14496-10:2005 표준을 준수해야 한다.
이러한 표준은 ITU-T H.264:2005 권고안으로도 알려져 있다.
참고: 일본은 MPEG-2 비디오를 사용한다.
h) 비디오 해상도, 프레임 설정 및 화면 비율:
- 비모바일/모바일:
  - SD 720x480i (4:3 또는 16:9)
  - SD 720x480p (4:3 또는 16:9)
  - SD 720x576i (4:3 또는 16:9)
  - SD 720x576p (4:3 또는 16:9)
  - HD 1280x720p (16:9)
  - 풀 HD 1920x1080i (16:9)
    - 참고: i = 비월 주사 방식; p = 순차 주사 방식
- 휴대용:
  - SQVGA (160x120 또는 160x90)
  - QVGA (320x240 또는 320x180)
  - CIF (352x288)
    - 이 모든 형식은 4:3 또는 16:9 화면 비율을 사용한다.

i) 다중화 시스템: MPEG-2 시스템 (ISO/IEC 13818-1 2000).
이 표준은 일본, 브라질, 페루, 아르헨티나, 칠레, 베네수엘라, 에콰도르에서 사용된다.
j) 오류 정정 프로세스: 시간 인터리빙 및 주파수 인터리빙
k) 쌍방향 TV 미들웨어:
- ISDB-T: 선언형: BML; 절차형: 미구현 –  선택적 GEM
- SBTVD/ISDB-T 인터내셔널: 선언형: Ginga-NCL; 절차형: Ginga-J

l) 기타 특성:
- 멀티프로그램:

채널에서 풀 HD 프로그램 1개(1920 x 1080 해상도, 16:9 화면 비율); 또는 HD 프로그램 1개와 SD 프로그램 1개; 또는 SD 프로그램 3개를 허용한다.

### 경보 방송
정부나 당국이 긴급경보방송 시스템을 설정하고 ISDB-T/SBTVD/ISDB-T 인터내셔널 신호가 있는 지역의 각 장치에 경보(지진, 쓰나미 등)를 보낼 수 있도록 허용한다. 경보 신호는 데이터 스트림의 한 세그먼트에 있는 일부 데이터 공간을 사용하여 모든 수신기를 꺼져 있으면 켜고 경보 정보를 표시한다.
그러한 경보의 한 예가 긴급 지진 속보(EEW)인데, 이는 도호쿠 지방 태평양 해역 지진과 며칠 동안의 많은 여진 발생 시 경보음과 함께 TV 화면에 비상 상자를 겹쳐 표시하는 방식으로 잘 활용되었다.
2011년 4월, 칠레 통신부는 ISDB-T를 통해 일본에서 사용되는 유사한 경보 시스템을 구현할 것이라고 발표할 예정이다. 필리핀은 가구에 비상 경보 방송을 구현할 것이다. SBTVD 포럼은 2011년 6월 일본 표준 EEW 또는 EWS 채택을 위한 브라질 정부와의 계약을 체결했다.

### 요약표
| 전송 채널 코딩  | 변조 방식                                                                                                 | - 64QAM-OFDM, - 16QAM-OFDM, - QPSK-OFDM, - DQPSK-OFDM (계층적 전송) |
| 전송 채널 코딩  | 오류 정정 코딩                                                                                            | - 내부 코딩: 컨볼루션 7/8,3/4,2/3,1/2 - 외부 코딩: RS(204,188)      |
| 전송 채널 코딩  | 가드 인터벌                                                                                               | 1/16, 1/8, 1/4                                                      |
| 전송 채널 코딩  | 인터리빙                                                                                                  | 시간, 주파수, 비트, 바이트                                          |
| 전송 채널 코딩  | 변조 종류                                                                                                 | BST-OFDM (분할 구조 OFDM – 13 세그먼트)                             |
| 조건부 접근     | 조건부 접근                                                                                               | Multi-2, Verimatrix (필리핀만 해당)                                 |
| 미들웨어        | 미들웨어                                                                                                  | Ginga 미들웨어: Ginga-NCL (선언형 환경) 및 Ginga-J (절차형 환경)    |
| 서비스 정보     | 서비스 정보                                                                                               | ARIB STD B-10                                                       |
| 다중화          | 다중화 | MPEG-2 시스템                                                       |
| 오디오 코딩     | |                                                                     |
| 비모바일/모바일 | - 스테레오: MPEG-4 AAC@L2 또는 MPEG-4 HE-AAC v1@L2 - 멀티채널 5.1: MPEG-4 AAC@L4 또는 MPEG-4 HE-AAC v1@L4 |                                                                     |
| 휴대용          | 스테레오만: MPEG-4 HE-AAC v2@L2                                                                           |                                                                     |
| 비디오 코딩     | |                                                                     |
| 비모바일/모바일 | MPEG-4 AVC (H.264) HP@L4                                                                                  |                                                                     |
| 휴대용          | MPEG-4 AVC (H.264) BP@L1.3                                                                                |                                                                     |

출처:

## ISDB-T 인터내셔널 파생
- SATVD –  아르헨티나 디지털 TV 시스템,[78] 또는 SATVD-T –  아르헨티나 지상파 디지털 텔레비전 시스템
- SBTVD –  브라질 디지털 텔레비전 시스템